# 乌赛 (卢瓦-谢尔省)
乌赛（法語：Houssay，法語發音：[usɛ]）是法国卢瓦-谢尔省的一个市镇，属于旺多姆区。

## 地理
乌赛（47°45'10"N, 0°56'19"E）面积16.56 平方千米，位于法国中央-卢瓦尔河谷大区卢瓦-谢尔省，该省份为法国中北部省份，北起厄尔-卢瓦省，东北接卢瓦雷省，东南接谢尔省，南至安德尔省，西南接安德尔-卢瓦尔省，西北接萨尔特省。
与乌赛接壤的市镇（或旧市镇、城区）包括：昂布卢瓦、圣里迈、萨尼耶尔、托雷拉罗谢特、维拉瓦尔、维利耶福。

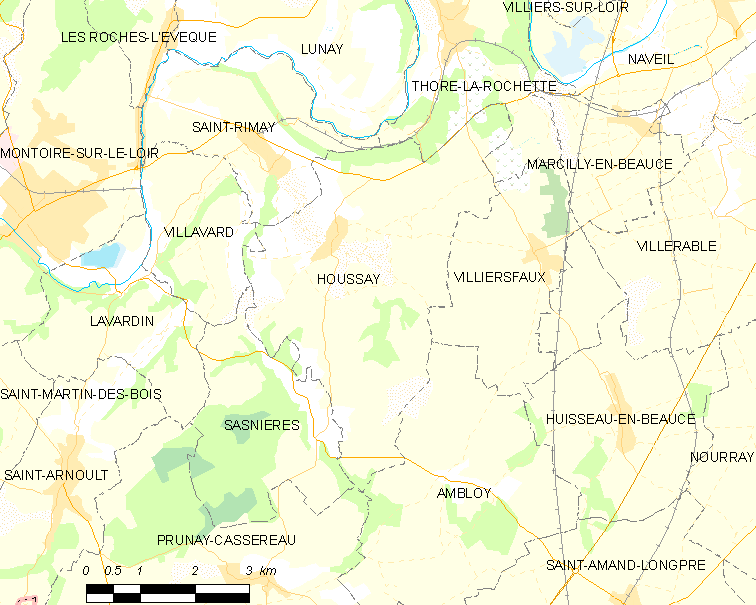
的OSM定位图

乌赛的时区为UTC+01:00、UTC+02:00（夏令时）。

## 行政
乌赛的邮政编码为41800，INSEE市镇编码为41102。

## 政治
乌赛所属的省级选区为卢瓦河畔蒙图瓦尔县。

## 人口

1962-2008年间人口变化图示

乌赛于2022年1月1日时的人口数量为371人。